# Lithobius hardyi
Lithobius hardyi är en mångfotingart som beskrevs av Chamberlin 1946. Lithobius hardyi ingår i släktet Lithobius och familjen stenkrypare. Inga underarter finns listade i Catalogue of Life.